# HC Litoměřice
Le HC Stadion Litoměřice est un club de hockey sur glace de la ville de Litoměřice en République tchèque. L'équipe évolue dans le championnat de deuxième division tchèque, la 1. liga.

## Historique
Le club est créé en 1949.

## Palmarès
- Vainqueur de la division 2 : 1961[2], 1963[3].
- Vainqueur de la division 3 : 2010[4].